# Outeiro de Santa Catarina
L’Outeiro de Santa Catarina (la colline de Sainte-Catherine) se situe dans la cité de Santos, État de São Paulo, au Brésil.
L'endroit est connu pour la présence de vestiges de la chapelle de sainte Catherine d'Alexandrie construite à l'initiative de Luiz de Góes et son épouse Catarina de Aguillar, et qui a formé le noyau original de la vila de Santos au XVIIe siècle.
Quand le corsaire anglais Thomas Cavendish pilla la vila en 1591, la chapelle fut détruite et la statue de la sainte fut jetée à la mer. Au milieu du XVIIe siècle, la statue fut récupérée des eaux par des esclaves et, en 1603, on commença la reconstruction de la structure, cette fois au sommet de la colline.
Cette seconde chapelle fut démolie et, de 1880 à 1884, elle fut reconstruite sous forme d'un château. On construit aussi dans l'édifice une cachette pour les esclaves en fuite.
Classée en 1985 et remise en état par la Prefeitura municipal de Santos en 1992, la chapelle est aujourd'hui un musée.